# Zumrud Kurbangadżyjewa
Zumrud Bachudowna Kurbangadżyjewa (ros. Зумруд Бахмудовна Курбангаджиева; ur. 20 listopada 1975) – rosyjska, a od 2004 roku azerska zapaśniczka walcząca w stylu wolnym. 
Zajęła piąte miejsce na mistrzostwach świata w 1998. Wicemistrzyni Europy w 2009, a czwarta w 1998. Dziesiąta w Pucharze Świata w 2010.
Mistrzyni Rosji w 1988, 1999 i 2001 roku.